# Charlotte von Hagn

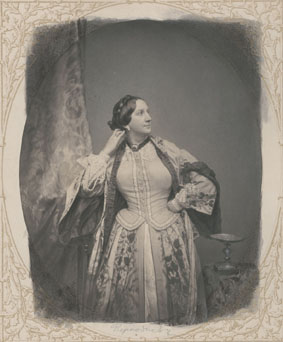
Charlotte von Hagn (Fotografia de Franz Hanfstaengl)

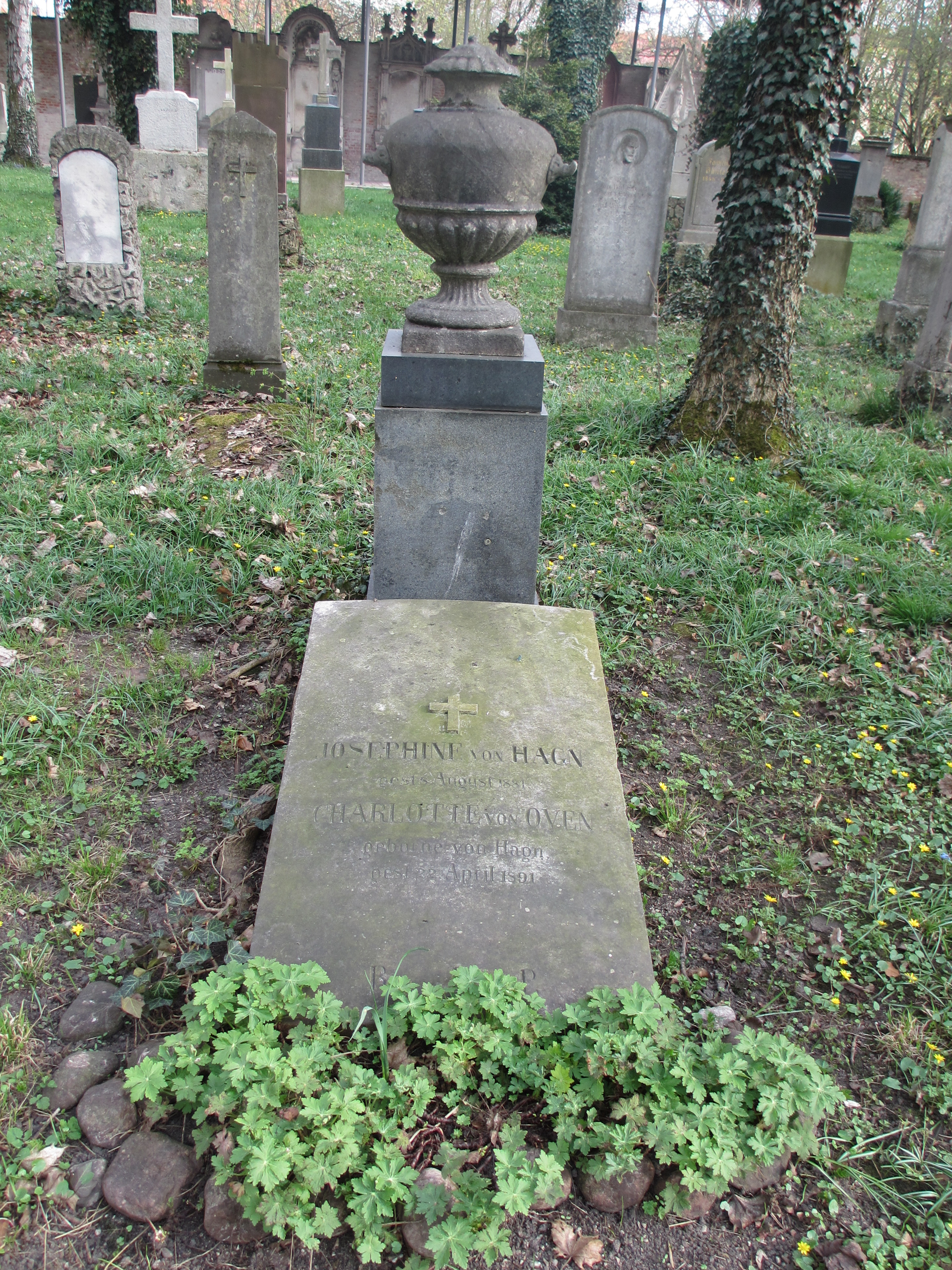
Sepultura de Charlotte Hagn no Alter Südfriedhof (Munique)

Charlotte von Hagn (Munique, 23 de março de 1809; – Munique, 23 de abril de 1891) foi uma atriz alemã do período Biedermeier.

## Morte
Sua sepultura está localizada no Alter Südfriedhof (Munique) (Gräberfeld 19 – Reihe 4 – Platz 26).